# Bellmac 32
A Bellmac 32 egy a Bell Labs által 1980-ban kifejlesztett 32 bites, CMOS mikroprocesszor; ez volt a világ első egylapkás 32 bites mikroprocesszora. A processzor kb. 150 000 tranzisztort tartalmazott, CMOS technológiával készült és a tervezése során ún. dominó-áramköröket alkalmaztak, amelyekkel nagyobb működési sebesség érhető el. A processzor tervezésekor a C nyelven írt programok futtatását is célul tűzték ki. Az első kiadás megjelenése után egy javított változatot is készítettek, ennek a neve Bellmac 32A volt.

## Történet

### Előzmények
Az AT&T Bell Laboratories távközlési szolgáltatásokhoz először az 1970-es évek közepén kifejlesztett egy 8 bites mikroprocesszor-csipet, ez volt a BELLMAC-8; a csip 5 mikronos CMOS technológiával készült, 1977-ben jelent meg. Ezt követte egy 4 bites mikroszámítógép-csip, a BELLMAC-4 – ez 3,5 mikronos CMOS technológiával készült az 1970-es évek végén. 1974-ben a szövetségi kormány két külön vállalattá darabolta az AT&T-t, egy nagytávolságú távközlési szolgáltatóvá és egy másikká, amely 7 területi Bell által működtetett céget egyesített. A szétválás (divestiture) 1984. január 1-jén ment végbe, ennek során az AT&T bekapcsolódott a számítógép-üzletágba. Ezáltal életbevágóan fontossá vált a BELLMAC-80 elnevezésű, következő generációs mikroprocesszor kifejlesztése.
Stratégiai döntés alapján a BELLMAC-80-as architektúráját nem 16, hanem 32 bitesnek választották – egy 16 bites processzor tervezése jobban illeszkedett volna a fejlesztési irányvonalba és kevesebb meglepetéssel járt volna, ám mégis a 32 bit mellett döntöttek. Ráadásul az AT&T a processzort készen akarta látni 1980-ra. Így indult ez a komoly fejlesztési projekt az 1970-es évek végén.

### A fejlesztés
A Bellmac 32 processzor fejlesztésén három különböző helyszínen dolgoztak, ezek a következők voltak:
AT&T Bell Labs, Indian Hill (Naperville, Illinois), 
AT&T Bell Labs, Holmdel, New Jersey 
és AT&T Bell Labs Murray Hill, New Jersey.
A tervezés során nem használtak átfogó tervezőszoftvert, az áramkörtervezők színes ceruzákkal rajzolták és javították a kezdeti tervrajzokat. A rajzokat később bedigitalizálták, egy Steve Law által fejlesztett programmal.
A Bellmac 32 fejlesztése során született a "dominó-logika" elnevezésű technológia, egy újszerű áramkör-kialakítás, ami az előzőknél sokkal gyorsabb kapuműködést tesz lehetővé az integrált áramkörökben. Ez egy áttörést hozott a processzor tervezésében, amelyben alkalmazták. Az előzetes teszteredmények szerint a dominó-áramkörökkel elérhetővé vált a 4 MHz-es órajel használata. A vezérlő logika felépítése viszont a vártnál sokkal bonyolultabb lett. A felmerült komplikációk miatt a processzor órajelét végül 2 MHz-en maximálták, ami alatta maradt az AT&T által eredetileg kitűzött célnak.
A kudarc után a tervezőcsapat megvitatta a lehetőségeket és eldöntötték a következő generációs processzor kifejlesztését; ennek a neve Bellmac 32A lett. A következő verzióban is a CMOS technológiát kívánták alkalmazni és a 6,2 MHz-es órajel elérését célozták meg. A tervekben maximalizálták a felhasznált tranzisztorok és ellenállások méretét, csökkentették a kapcsolatok számát.
A lapka teljes tervrajza egy kb. 6 × 6 méteres (20 × 20 láb), több darabból összerakott hatalmas lapon fért el. A rajzot alkotó lapokat rajzgépen nyomtatták ki és a széleiknél gondosan összeillesztették és összeragasztották. A nagy tervrajzot az AT&T egyik nagyobb üres termének padlóján állították össze és a mérnökök a rajzokon térdelve dolgoztak a részleteken.
A végleges terv elkészültekor a tesztek azt mutatták, hogy a processzor nemcsak hogy eléri a kitűzött 6,2 MHz-es órajelet, hanem képes lesz 7,8 MHz-es vagy akár 9 MHz-es órajelen működni.
Az AT&T feldarabolása után a Bell Labs a Western Electric tulajdonába került, így a Bellmac 32A processzort átnevezték, új neve WE 32000 lett. A processzor két javított változata készült a Western Electricnél, ezek a WE 32100 és WE 32200 jelet viselik.
Ezeket a mikroprocesszorokat használták az AT&T 3B5 és 3B15 miniszámítógépeiben, a 3B2-ben, ami az első asztali szuperminiszámítógép volt, a világ első 32 bites laptopjában (a "Companion" nevűben), és az "Alexander" számítógépben, ami a világ első könyv-méretű szuperminiszámítógépe volt és ROM-pack memóriakazettákat használt, a mostani játékkonzolokhoz hasonlóan. Mindezeken a rendszereken a UNIX System V operációs rendszer futott.

## Felépítés
A Bellmac 32 egy alapvetően CISC típusú processzor, tekintve, hogy utasításai különböző hosszúságúak és a végrehajtási idejük is más és más. Emellett azonban utasítás-futószalagot is tartalmaz, egy olyan utasításbehívó (fetch) egységgel, amely a főmemóriához való hozzáférést kezeli, valamint egy utasításvégrehajtó egységgel, amely monitorozza a folyamatot és feldolgozza az adatokat.
A memóriából behívott utasítások az utasítás-futószalagba kerülnek. A címszámító egység végzi az összes címekkel kapcsolatos műveletet.
A Bellmac 32 kontextus-váltás esetén képes az adott folyamathoz tartozó összes utasítás, adat és regisztertartalom elmentésére.

## Regiszterek
A Bellmac 32 processzornak egy utasításszámláló regisztere és 15 általános célú regisztere van. Az általános célú regiszterek közül három az operációs rendszer támogatására van fenntartva és a processzor kernel üzemmódjában használható. Három másik regisztert bizonyos utasítások veremmutatóként tudnak használni.

## Utasítások
A processzornak 169 utasítása van, amelyek úgy lettek kialakítva, hogy elősegítsék a C nyelven írt programok futtatását. Így pl. a string formátuma megfelel a C programnyelvben elfogadott specifikációnak, és a programvezérlés is a C nyelvben elfogadott konstrukciók szerint történik.
Az utasításoknak legfeljebb három operandusuk lehet. Az utasításkészlet nagy hiányossága, hogy nincsenek benne lebegőpontos és decimális aritmetikai utasítások.

## Memóriacímzés
A Bellmac 32 számos címzési módot ismer, tehát létezik lineáris címzés, 8, 16 és 32 bites közvetlen (immediate) adatcímzés, regisztráció, regiszteres indirekt címzés, rövid eltolás, abszolút és indirekt relatív címzés 8, 16 és 32 bites adatok elérésére.

## Fordítás
Ez a szócikk részben vagy egészben  a   Bellmac_32 című angol Wikipédia-szócikk ezen változatának fordításán alapul.  Az eredeti cikk szerkesztőit annak laptörténete sorolja fel. Ez a jelzés csupán a megfogalmazás eredetét és a szerzői jogokat jelzi, nem szolgál a cikkben szereplő információk forrásmegjelöléseként.